# Jeff Donnell
Jean Marie Donnell, detta Jeff (Windham, 10 luglio 1921 – Hollywood, 11 aprile 1988), è stata un'attrice statunitense.

## Biografia
Jean Marie Donnell nacque in un riformatorio del Maine, da una madre insegnante di scuola e da un padre penalista. Sin da piccola prese lezioni di piano e di danza, avvicinandosi così al mondo dello spettacolo. A 19 anni contrasse il primo dei suoi quattro matrimoni e iniziò a lavorare per il cinema con lo pseudonimo di Jeff Donnell, nome preso dalla strip comica Mutt and Jeff. 
Il suo aspetto sbarazzino e una certa aria da "maschiaccio" le aprirono le porte del cinema di serie B, dove ricoprì spesso il ruolo della fidanzata tutto pepe. Tra i suoi film si ricordano commedie quali Mia sorella Evelina (1942), il suo film d'esordio, e Addio vent'anni (1945) di Charles Vidor. Le sue incursioni nel cosiddetto cinema di serie A furono frequenti, ma non riuscì mai ad ottenere il ruolo della protagonista, anche se da comprimaria lavorò comunque a film quali Gardenia blu (1953), uno dei capolavori noir della carriera americana di Fritz Lang, e Il diritto di uccidere (1950), firmato da Nicholas Ray. 
Sul fronte privato condusse un'esistenza turbolenta, con quattro matrimoni falliti (il secondo, dal 1954 al 1956) con l'attore Aldo Ray), due figli avuti dal primo marito e diversi aborti spontanei. Nel 1975 divorziò per l'ultima volta, dopo essere stata sposata per appena un anno. Dagli anni sessanta iniziò a dedicarsi sempre più alla televisione e meno al cinema, tanto che è maggiormente ricordata per il suo ruolo in General Hospital che per gli altri suoi film. Jeff Donnell lavorò nella popolare soap opera dal 1979 al 1988, anno della sua morte. Già sofferente di diversi malanni, fra cui la malattia di Addison, morì nell'aprile 1988 per un attacco di cuore, all'età di 66 anni.

## Filmografia parziale

### Cinema
- Mia sorella Evelina (My Sister Eileen), regia di Alexander Hall (1942)
- The Boogie Man Will Get You, regia di Lew Landers (1942)
- La morte viene dall'ombra (A Night to Remember), regia di Richard Wallace (1942)
- What's Buzzin', Cousin?, regia di Charles Barton (1943)
- Doughboys in Ireland, regia di Lew Landers (1943)
- There's Something About a Soldier, regia di Alfred E. Green (1943)
- Nine Girls, regia di Leigh Jason (1944)
- Stars on Parade, regia di Lew Landers (1944)
- Three Is a Family, regia di Edward Ludwig (1944)
- Dancing in Manhattan, regia di Henry Levin (1944)
- Carolina Blues, regia di Leigh Jason (1944)
- Eadie Was a Lady, regia di Arthur Dreifuss (1945)
- L'asso di picche (The Power of Whistler), regia di Lew Landers (1945)
- Addio vent'anni (Over 21), regia di Charles Vidor (1945)
- Song of the Prairie, regia di Ray Nazarro (1945)
- Tars and Spars, regia di Alfred E. Green (1945)
- Throw a Saddle on a Star, regia di Ray Nazarro (1946)
- Il veleno del peccato (Night Editor), regia di Henry Levin (1946)
- The Phantom Thief, regia di D. Ross Lederman (1946)
- The Texas Jamboree, regia di Ray Nazarro (1946)
- The Unknown, regia di Henry Levin (1946)
- Cowboy Blues, regia di Ray Nazarro (1946)
- Singing on the Trail, regia di Ray Nazarro (1946)
- It's Great to Be Young, regia di Del Lord (1946)
- Femmina (Mr. District Attorney), regia di Robert B. Sinclair (1947)
- Donne di frontiera (Roughshod), regia di Mark Robson (1949)
- Stagecoach Kid, regia di Lew Landers (1949)
- Outcasts of the Trail, regia di Philip Ford (1949)
- Post Office Investigator, regia di George Blair (1949)
- Il gigante di New York (Easy Living), regia di Jacques Tourneur (1949)
- Il diritto di uccidere (In a Lonely Place), regia di Nicholas Ray (1950)
- Hoedown, regia di Ray Nazarro (1950)
- Big Timber, regia di Jean Yarbrough (1950)
- Accidenti che ragazza! (The Fuller Brush Girl), regia di Lloyd Bacon (1950)
- Redwood Forest Trail, regia di Philip Ford (1950)
- Ormai ti amo (Walk Softly Stranger), regia di Robert Stevenson (1950)
- Le vie del cielo (Three Guys Named Mike), regia di Charles Walters (1951)
- The First Time, regia di Frank Tashlin (1952)
- Eroi di mille leggende (Thief of Damascus), regia di Will Jason (1952)
- Da quando sei mia (Because You're Mine), regia di Alexander Hall (1952)
- Gardenia blu (The Blue Gardenia), regia di Fritz Lang (1953)
- Sogno di Bohème (So This Is Love), regia di Gordon Douglas (1953)
- Operazione Corea (Flight Nurse), regia di Allan Dwan (1953)
- Agguato al grande canyon (Massacre Canyon), regia di Fred F. Sears (1954)
- Due magnifiche canaglie (Magnificent Roughnecks), regia di Sherman A. Rose (1956)
- Il forte delle amazzoni (The Guns of Fort Petticoat), regia di George Marshall (1957)
- Destination 60.000, regia di George Waggner (1957)
- Piombo rovente (Sweet Smell of Success), regia di Alexander Mackendrick (1957)
- L'impareggiabile Godfrey (My Man Godfrey), regia di Henry Koster (1957)
- Gidget Goes Hawaiian, regia di Paul Wendkos (1961)
- Force of Impulse, regia di Saul Swimmer (1961)
- La vergine di ferro (The Iron Maiden), regia di Gerald Thomas (1962)
- Gidget a Roma (Gidget Goes to Rome), regia di Paul Wendkos (1963)
- Tora! Tora! Tora!, regia di Richard Fleischer (1970)

### Televisione
- Squadra mobile (Racket Squad) – serie TV, episodio 3x10 (1952)
- Climax! – serie TV, episodio 1x25 (1955)
- The Further Adventures of Ellery Queen – serie TV, episodio 1x22 (1959)
- June Allyson Show (The DuPont Show with June Allyson) – serie TV, episodio 2x10 (1960)
- Perry Mason – serie TV, episodio 8x07 (1965)
- Squadra speciale anticrimine (The Felony Squad) – serie TV, episodio 3x04 (1968)
- General Hospital – serie TV, 7 episodi (1979-1987)

## Doppiatrici italiane
- Renata Marini ne Il gigante di New York, L'impareggiabile Godfrey
- Clelia Bernacchi in Accidenti che ragazza
- Adriana De Roberto ne Il diritto di uccidere
- Giuliana Maroni in Da quando sei mia
- Fiorella Betti in Gardenia blu
- Miranda Bonansea in Sogno di Bohème
- Dhia Cristiani ne Il forte delle amazzoni
- Rita Savagnone in Piombo rovente